# Rada Ochrony i Ułatwień Lotnictwa Cywilnego
Organ opiniodawczo-doradczym działający przy ministrze właściwym do spraw transportu. 
W skład ROiULC wchodzą przedstawiciele: 
- ministra właściwego do spraw transportu
- ministra właściwego do spraw administracji publicznej
- ministra właściwego do spraw finansów publicznych
- ministra właściwego do spraw gospodarki
- Ministra Obrony Narodowej
- ministra właściwego do spraw rolnictwa
- ministra właściwego do spraw środowiska
- ministra właściwego do spraw wewnętrznych
- ministra właściwego do spraw zdrowia
- Szefa Agencji Bezpieczeństwa Wewnętrznego
- Szefa Agencji Wywiadu
- Prezesa Urzędu Lotnictwa Cywilnego oraz
- do 11 przedstawicieli organizacji przedsiębiorstw lotniczych, zarządzających lotniskami, zarządzających ruchem lotniczym oraz wyższych uczelni kształcących w specjalnościach związanych z lotnictwem.

## Zadania ROiULC
- opiniowanie Krajowego Programu Ochrony Lotnictwa Cywilnego;
- inicjowanie i opiniowanie spraw oraz pośredniczenie w wymianie opinii i doświadczeń, dotyczących ochrony w lotnictwie cywilnym;
- opracowywanie stanowiska w sprawach ochrony lotnictwa cywilnego wskazanych przez ministra właściwego do spraw transportu;
- opiniowanie Krajowego Programu Ułatwień w Zakresie Lotnictwa Cywilnego;
- inicjowanie i opiniowanie spraw oraz pośredniczenie w wymianie opinii i doświadczeń, dotyczących ułatwień w lotnictwie cywilnym, w szczególności usuwania zbędnych ograniczeń i upraszczania procedur administracyjnych;
- opiniowanie stanowiska w sprawach ułatwień wskazanych przez ministra właściwego do spraw transportu.